# Hiệu ứng Overhauser
Hiệu ứng Overhauser hạt nhân, viết tắt tiếng Anh là NOE hoặc nOe (Nuclear Overhauser effect), là hiệu ứng về sự chuyển dời phân cực spin hạt nhân từ mức spin này sang mức spin khác thông qua thăng giáng chéo. Trong quan sát phổ cộng hưởng từ hạt nhân, đôi khi NOE có thể được dùng để làm sáng tỏ cấu trúc thành phần các hợp chất hữu cơ .
Hiệu ứng được Frank Anet và Anthony Bourn phát hiện năm 1965 khi quan sát cộng hưởng của một proton hoặc một nhóm proton trong trạng thái bão hòa khi đo NMR với một máy phát thứ hai. Trong thí nghiệm phân tách này, người ta nhận thấy cường độ cộng hưởng của proton lân cận về không gian tăng lên đáng kể.
Hiệu ứng được đặt tên theo tên nhà vật lý Mỹ Albert Overhauser (17/08/1925 – 10/12/2011) .

## Phổ cộng hưởng từ hạt nhân
NOE rất hữu ích trong đo phổ NMR để chỉ định cấu trúc . Trong ứng dụng này, NOE khác với việc áp dụng các liên kết spin-spin trong đó NOE xảy ra qua không gian, không phải qua các liên kết hóa học. Do đó, các nguyên tử gần nhau có thể cho NOE, trong khi liên kết spin chỉ quan sát được khi các nguyên tử được nối với 2-3 liên kết hóa học. Khoảng cách liên nguyên tử nguyên phát từ NOE quan sát thường có thể giúp xác định cấu trúc ba chiều của một phân tử. Năm 2002, Kurt Wüthrich được trao giải Nobel Hoá học cho thấy NOE có thể được khai thác bằng cách sử dụng phổ NMR hai chiều để xác định cấu trúc ba chiều của các đại phân tử sinh học trong dung dịch .
Một số ví dụ về các kỹ thuật thí nghiệm NMR hai chiều khai thác NOE bao gồm phổ hiệu ứng hạt nhân Overhauser (NOESY, nuclear Overhauser effect spectroscopy), phổ hiệu ứng Overhauser heteronuclear (HOESY, heteronuclear Overhauser effect spectroscopy), phổ hiệu ứng Overhauser hạt nhân khung xoay (ROESY, rotational frame nuclear Overhauser effect spectroscopy), hiệu ứng Overhauser hạt nhân chuyển dời (TRNOE, transferred nuclear Overhauser effect) và tiếng vọng gradient trường xung kép NOE (DPFGSE-NOE, double pulsed field gradient spin echo NOE). NOESY là sự xác định các định hướng tương đối của các nguyên tử trong một phân tử, tạo ra một cấu trúc ba chiều. HOESY là NOESY tương quan chéo giữa các nguyên tử của các nguyên tố khác nhau. ROESY liên quan đến spin-khóa từ hóa để ngăn chặn nó sẽ đi đến trị số không, áp dụng cho các phân tử mà NOESY thường không áp dụng được. TRNOE đo NOE giữa hai phân tử khác nhau tương tác trong cùng một dung dịch, như trong liên kết ligand với một protein . Trong thí nghiệm DPFGSE-NOE, một thí nghiệm tạm thời cho phép ngăn chặn các tín hiệu mạnh và do đó phát hiện các NOE rất nhỏ.